# 奥地利皇帝
奥地利皇帝，中文简称奥皇，是奥地利的世袭皇帝头衔，于1804年由末代神聖羅馬皇帝弗朗茨二世所创（称奥地利皇帝弗朗茨一世），为历代奥地利帝国和奥匈帝国的君主们所使用，直到1918年哈布斯堡-洛林皇朝被推翻，境內說德語的人建立德意志-奧地利共和國後於1919年改名為奥地利共和国。

## 概述

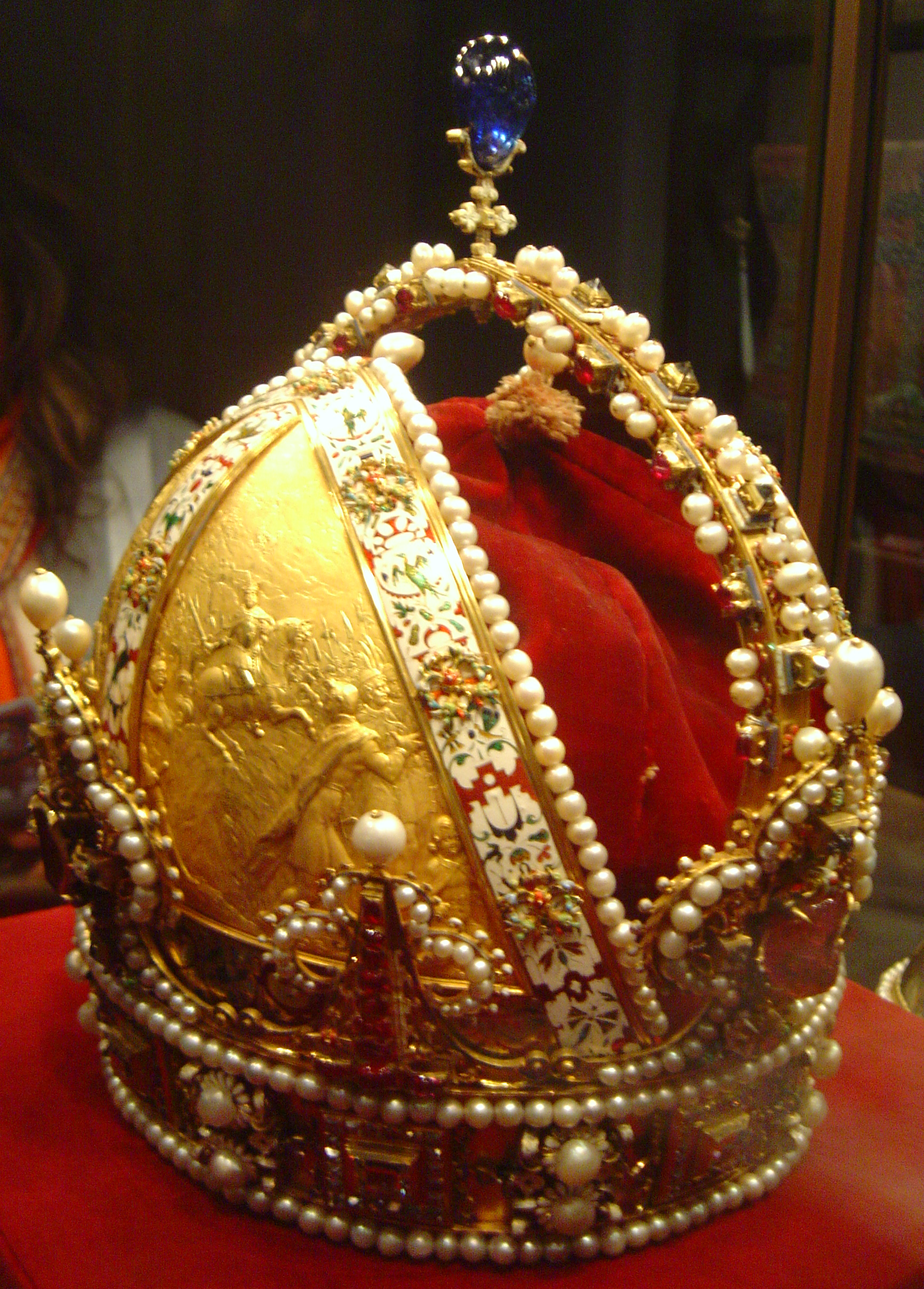
奥地利皇冠

奥地利自哈布斯堡王朝的奠基者鲁道夫一世起就属于哈布斯堡家族的世袭领地，历代罗马人和德意志人的国王或神圣罗马皇帝基本上都由奥地利公爵当选并兼任，后来改称奥地利大公。
三十年战争后，所谓的“德意志民族神圣罗马帝国”已名存实亡，法国大革命和拿破仑的崛起更加剧了德意志诸城邦的分化，帝国前景黯淡。有鉴于此，在拿破仑自称“法国人的皇帝拿破仑一世”后三个月内，神圣罗马皇帝、奥地利大公弗朗茨二世于1804年8月11日亦自称“奥地利皇帝弗朗茨一世”，建立奥地利帝国以对抗拿破仑一世的法兰西第一帝国，并力图保住哈布斯堡家族的奥地利领地。
但是在1805年的奥斯特里茨战役中，奥地利皇帝弗朗茨一世（即神圣罗马皇帝弗朗茨二世）与俄罗斯皇帝亚历山大一世的联军惨败于法皇拿破仑一世，同年8月6日，弗朗茨取消“神圣罗马皇帝”称号，神圣罗马帝国灭亡。不过，刚建立起来不久的奥地利帝国虽然丧失了大片领土，但也总算保留下来了。从此，弗朗茨及其继承者只拥有“奥地利皇帝”的皇帝称号。
历代奥皇还兼任多个王国的国王，因为奥地利帝国本身就是由许多王国组成的一个联邦制帝国，其中最重要的是“匈牙利国王”（称“匈牙利使徒国王”），而匈牙利也因此具有很大的独立性，并于1867年获得自治地位，奥皇依然兼任匈牙利国王，但匈牙利王国和奥地利帝国及其他领地组成了一个共主邦联性质的二元制新帝国，即奥匈帝国，这种情况一直持续到第一次世界大战结束，奥匈帝国战败并分裂，奥地利也成立了共和国（奥地利共和国）。1918年11月11日，末代奥皇卡尔一世被迫退位，奥匈帝国灭亡，哈布斯堡家族流亡海外。
值得注意的是，中文中常称奥匈帝国的君主为“奥匈帝国皇帝”，实际上并没有这个称号，其正式称号应为“奥地利皇帝和匈牙利使徒国王”。所以历代奥地利帝国和奥匈帝国君主都是奥地利皇帝。

## 头衔
按照欧洲封建时代的惯例，历代奥地利皇帝拥有一个冗长的头衔，这个头衔几乎列出了历代奥地利哈布斯堡统治者所获得的所有领地和荣誉，其中一部分（如大部分意大利方面的）只具名义上的意义，另外的一些，如耶路撒冷国王，其实际作用只是为了纪念某一段历史。帝国的每一个小学生都必须能够背诵所有这些称号。历代奥皇头衔如此之长的另一个主要原因是奥地利帝国及其继承者奥匈帝国不是一个单一制国家，而是由许许多多小王国和皇家领地组成的。现以弗朗茨·约瑟夫一世皇帝为例，表示如下：

自1815年起开始使用的奥地利皇帝旗帜，旗上有象征东、西方霸权的双头鹰。

| 弗朗茨·约瑟夫一世 奥地利帝國和皇家殿下， 匈牙利使徒国王陛下， 波希米亚、达尔马提亚、克罗地亚、斯拉沃尼亚、加利西亚和洛多梅里亚和伊利里亚国王， 耶路撒冷国王[b]，等等， 奥地利大公， 托斯卡纳和克拉科夫大公， 洛林[c]、萨尔茨堡、施蒂利亚、克恩滕、克雷恩和布科维纳公爵， 特兰西瓦尼亚大公， 摩拉维亚藩侯， 上西里西亚、下西里西亚、摩德纳、帕尔马、皮亚琴察和瓜斯塔拉、奥斯威辛和扎托尔、切申、弗留利、拉古萨和扎拉公爵， 哈布斯堡和蒂罗尔、基堡、戈里齐亚和格兰蒂斯卡伯爵， 特伦托和布里克森亲王， 上、下卢萨蒂亚和伊斯特里亚藩侯， 霍恩埃姆斯、费尔德基希、布雷根茨、瓦尔德堡-松纳贝格伯爵，等等， 的里雅斯特、科托尔和温德马克领主， 塞尔维亚总督区大总督，等等。 Seine Kaiserliche und Königliche Apostolische Majestät von Gottes Gnaden Kaiser von Österreich, König von Ungarn und Böhmen, von Dalmatien, Kroatien, Slawonien, Galizien, Lodomerien und Illyrien; König von Jerusalem etc.; Erzherzog von Österreich; Großherzog von Toskana und Krakau; Herzog von Lothringen, von Salzburg, Steyer, Kärnten, Krain und der Bukowina; Großfürst von Siebenbürgen, Markgraf von Mähren; Herzog von Ober- und Niederschlesien, von Modena, Parma, Piacenza und Guastalla, von Auschwitz und Zator, von Teschen, Friaul, Ragusa und Zara; Gefürsteter Graf von Habsburg und Tirol, von Kyburg, Görz und Gradisca; Fürst von Trient und Brixen; Markgraf von Ober- und Niederlausitz und in Istrien; Graf von Hohenems, Feldkirch, Bregenz, Sonnenberg etc.; Herr von Triest, von Cattaro und auf der Windischen Mark; Großwojwode der Woiwodschaft Serbien etc., etc. |

## 列表

### 奧地利皇帝（1804年－1918年）
| 肖像 | 名称 （第二行是德文名称） | 统治开始时间及原因                    | 统治结束时间及原因              |
| ---- | ------------------------- | ------------------------------------- | ------------------------------- |
|      | 弗朗茨一世                | 1804年8月11日 （头衔始创）            | 1835年3月2日 （驾崩）           |
|      | 斐迪南一世                | 1835年3月2日 （父皇驾崩而继位）       | 1848年12月2日 （逊位，无嗣）    |
|      | 弗朗茨·约瑟夫一世         | 1848年12月2日 （伯父逊位无嗣而继位）  | 1916年11月21日 （驾崩，无嗣）   |
|      | 卡尔一世                  | 1916年11月21日 （伯父驾崩无嗣而继位） | 1918年11月11日 （君主制被推翻） |

### 名義上的奧地利皇帝（1918年至今）
| 肖像 | 名稱（第二行是德文名稱）   | 繼位時間       | 駕崩時間     | 與前任的關係   |
| ---- | -------------------------- | -------------- | ------------ | -------------- |
|      | 卡尔一世                   | 1918年11月11日 | 1922年4月1日 | • 無           |
|      | 奧地利大公奧托（奧托一世） | 1922年4月1日   | 2007年1月    | • 卡爾一世之子 |
|      | 奧地利大公卡爾（卡爾二世） | 2007年1月      | 現任         | • 奧大公之子   |